# ティファニー・チン
オードリー・ティファニー・チン（Audrey Tiffany Chin、繁体字中国語: 陳婷婷、簡体字：陈婷婷、1967年3月10日 - ）は、アメリカ合衆国カリフォルニア州オークランド出身の女性フィギュアスケート選手で現在はコーチ。1984年サラエボオリンピック女子シングルアメリカ代表。中国系アメリカ人。

## 経歴
- カリフォルニア州のオークランドで生まれ、同州サンディエゴで育ち、7歳のときにスケートを始めた。
- 1980-1981年シーズン、世界ジュニア選手権で優勝。翌シーズンよりシニアに転向した。1984年全米選手権で2位となり、サラエボオリンピックに出場。4位となった。1985年全米選手権で優勝。同年の世界選手権では初の表彰台となる3位。
- 1986-1987年シーズン、全米選手権で敗れ同シーズンをもって現役引退。引退後はプロスケーターとして活躍していたが、現在はコーチとして活動を続けている。

## エピソード
- 練習では3回転アクセルを成功させていたが、公式戦で跳ぶことはなかった。

## 主な戦績
| 大会/年            | 1980-81 | 1981-82 | 1982-83 | 1983-84 | 1984-85 | 1985-86 | 1986-87 |
| ------------------ | ------- | ------- | ------- | ------- | ------- | ------- | ------- |
| オリンピック       |         |         |         | 4       |         |         |         |
| 世界選手権         |         |         | 9       |         | 3       | 3       |         |
| 世界Jr.選手権      | 1       |         |         |         |         |         |         |
| 全米選手権         |         | 5       | 3       | 2       | 1       | 3       | 4       |
| GPスケートアメリカ |         |         |         |         |         | 1       |         |
| GPスケートカナダ   |         |         |         | 2       |         |         |         |
| NHK杯              |         |         | 3       |         |         |         |         |